# کیت ادواردز (بازیکن فوتبال، زاده۱۹۴۴)
کیت ادواردز (انگلیسی: Keith Edwards؛ زادهٔ ۱۰ ژوئن ۱۹۴۴) بازیکن فوتبال اهل بریتانیا است.